# Schizophrenia Bulletin
Schizophrenia Bulletin ([ˌskɪtsəˈfɹiːniə ˈbʊlɪtɪn], с англ. — «Известия шизофрении» или «Бюллетень о шизофрении») — англоязычный рецензируемый научный журнал, публикующий статьи с оригинальными исследованиями и систематическими обзорами по этиологии и лечению шизофрении. По данным Journal Citation Reports, импакт-фактор журнала на 2020 год составлял 9,306.. На обложке журнала традиционно помещается произведение искусства, созданное лицом с психическим расстройством. Учредитель и первый главный редактор журнала — американский психиатр Лорен Мошер:21. В начале 1980-х годов Сэмюэл Дж. Кит стал главным редактором Schizophrenia Bulletin, в 1993 году ему на смену пришёл Дэвид Шор, в 1999 году — Джон Сяо. В настоящее время главным редактором Schizophrenia Bulletin является Уильям Т. Карпентер, американский доктор медицины и профессор.